# 조매력
조매력(1994년 9월 16일 ~ )은 대한민국의 가수다. 2019년 싱글 [Like That]으로 데뷔했다.

## 방송
- 더 인플루언서 (2024) - 66위

## 음반
- Like That (2019)
- 2020 유튜브 싸이퍼 TEAM B (2021)
- Super Sick (2021)
- I hate Christmas (2022)
- Lost my phone (2023)
- Lost My Phone (Deepshower, ESAI remix) (2023)
- By the Fire (2024)

## 피처링
- 널디나 <Humpty Dumpty> (2022)